# Swiftia sibogae
Swiftia sibogae är en korallart som först beskrevs av Nutting 1910.  Swiftia sibogae ingår i släktet Swiftia och familjen Plexauridae. Inga underarter finns listade i Catalogue of Life.